# Hegyi Botos Attila
Hegyi Botos Attila (Siklós, 1970. április 8. –) magyar költő-filozófus, zeneszerző, alkotóművész.

## Életpályája
Magyarország legdélebbi városában, Siklóson született, 1970. április 8-án.
A legkülönfélébb szemináriumok hallgatása után (művészettörténet, klasszika-filológia, magyar, muzeológia, néprajz) filozófiatanárként 1999-ben az ME Bölcsészkarán, ökológusként 2003-ban az ELTE Természettudományi Karán végzett.
Jelenleg a fővárosban, a Budai-hegységben, Zugliget egy védett forrásánál, szubtrópusi botanikus kertjében él. A nyilvánosságtól többnyire elvonultan – fellépéseket, közszerepléseket, publikációkat visszafogottan vállal.

### Szerkesztői munkássága
2020-tól a Napút irodalmi, művészeti, környezeti folyóirat főszerkesztő-helyettese, a Napút Online portál honlapgazdája, átfogó szerkesztői tevékenységgel: alkalmazott képzőművészeti (festészet, grafika), tördelő- és olvasószerkesztői, korrektori, audiovizuális (filmvágói), lektori stb. 2015 és 2020 között két rovat szerkesztője (Hangszóló, Környezet). 

### Családja
Házastársa 1999 óta Mészáros Ildikó (1975–); gyermekei Fanni Míra (2004–), Hunor Attila (2010–).

## Költészete
Szakrális, hieratikus. Nyelvezete összetett, telített, szerteágazó. A jelentések különféle szintjein egyaránt megközelíthető az organikus verstér. A magasabb/mélyebb értelmekhez való hozzáférések a legkülönfélébb vallási és természettudományos összefüggéseken (pl. geometria, fénytan, geológia, ökológia, biológia), valamint kultúrtörténeti utalásokon át lehetségesek. A hangvétel magányos, jellemzően emelkedett, legfőbb meghatározója egy sajátos metafizikai szerenitás, élet- s élőlényszeretet, festőiség, zeneiség, esztétikum. Költészetének relevanciáit leginkább az archaikus himnuszokban, hagyományokban, a nyugati költészetben, annak metafizikus vonatkozású narratíváiban (példának okáért Danténél, Hölderlinnél, Rilkénél, Eliotnál, Pessoánál) lelhetjük fel.
Jellemzően egymással összefüggő versekből álló, nagyobb tablókban dolgozik. Első megjelent kötete a „rögnyi Ég – áldozati énekek” (2011) egy dionüszoszi szertartásra; Az etruszk utas / A tengeri csikó éneke (2014) c. versregénye egy – időben, térben és személyben – kettős utazásra épül. Harmadik a teremtés-/léthimnuszokat tartalmazó, s a szerző kalligrafikus folyóírásában kiadott in illo tempore (2018.). Ezeket követi az Egyedül a Nap (2019) ciklusgyűjteménye, illetve az Evangélium (2021) című, több alkönyvből álló himnuszkötete.
Első hosszabb írásműve a Zuhanó Kert (2005), a szerző részéről eddig publikálatlan teremtéstörténeti kisregény.

### Egyéb művészi tevékenységei
Zeneszerzői stílusára nagy hatást gyakoroltak a legkülönfélébb népzenék és preklasszikus muzsikák. Festőként az archaikus sírfreskók, a quattrocento és a XX. századi metafizikus festészet nyomvonalán halad.

## Művei
- rögnyi Ég. Áldozati énekek; Concord Media Jelen, Arad, 2011 (Irodalmi jelen könyvek)
- Az etruszk utas / A tengeri csikó éneke; Kortárs, Budapest, 2014 (Kortárs vers)
- In illo tempore. Kézzel írt teremtéshimnuszok; bibliofil kiad.; Cédrus Művészeti Alapítvány, Budapest, 2018
- Egyedül a Nap; Kortárs, Budapest, 2019 (Kortárs vers)
- Evangélium; Cédrus Művészeti Alapítvány-Kortárs Könyvkiadó, Budapest, 2021

## Világirodalmi zeneszerzései
- Orpheus (Ορφικός ύμνος Αρτέμιδος )[1]
- Görög tavasz (Orfikus himnuszok, Sappho, Anakreón, Ibükosz)[2]
- Sappho (Μανούλα μου γλυκιά...)[3]
- Platón ('Αστήρ πρὶν μὲν έλαμπες)[4]
- Catullus (Carmen 101)[5]
- A trubadúr (Arnaut Daniel:Canso do'ill mot son plan e prim)[6]
- Oroszlánszívű Richárd (Ja nus hons pris)[7]
- Pero Meogo (Preguntar-vos quer' eu madre)[8]
- Dante (O voi che per la via d'amor passate)[9]
- Charles d'Orleans (Le tourment caché)[10]
- Villon (Ballada finale)[11]
- Shakespeare (Hermia of A Midsummer Night's Dream)[12]
- Shakespeare (Sonnet 75)[13]
- Keresztes Szent János (Llama de amor viva)[14]
- Pietro Metastasio (Il sogno)[15]
- William Blake (The Tyger)[16]
- Robert Burns (John Anderson, My Jo)[17]
- André Chénier (La jeune poésie)[18]
- W. Wordsworth (The Daffodils)[19]
- W. Wordsworth (To the Cuckoo)[20]
- W. Wordsworth (To a Skylark)[21]
- S. T. Coleridge (Kubla Khan)[22]
- P. B. Shelley (To Wordsworth)[23]
- P. B. Shelley (One word is too often profaned)[24]
- P. B. Shelley (The Isle)[25]
- John Keats (When I have fears)[26]
- Alfred de Vigny (Moïse)[27]
- Giacomo Leopardi (O donna mia)[28]
- A. Tennyson (Lullaby)[29]
- W. Whitman (I AM HE THAT ACHES WITH LOVE)[30]
- Christina Rossetti (When I am dead, my dearest)[31]
- S. Mallarmé (Le vierge, le vivace et le bel aujourd'hui)[32]
- Arthur Rimbaud (Ophélie)[33]
- K. Kaváfisz (Ιθάκη)[34]
- K. Kaváfisz (Του πλοίου)[35]
- William Butler Yeats (Aedh wishes for the cloths of heaven)[36]
- Juan Ramón Jiménez (Yo no soy yo)[37]
- Ezra Pound (A girl)[38]
- Ezra Pound (The Coming of War: Actaeon)[39]
- T. S. Eliot (The Love Song of J. Alfred Prufrock)[40]
- Fernando Pessoa (Ao longe, ao luar)[41]
- Fernando Pessoa (As nuvens são sombrias)[42]
- Fernando Pessoa (Eu amo tudo o que foi)[43]
- Mário de Sá-Carneiro (Dispersão)[44]
- Wallace Stevens (Anecdote of the jar)[45]
- Theodore Stephanides (Last words of the Astronomer Tycho Brahe)[46]
- Federico García Lorca (Si mis manos pudieran deshojar)[47]
- Jorge Luis Borges (La cierva blanca)[48]
- Jorge Luis Borges (La luna)[49]
- Jorge Luis Borges (Poema de los dones)[50]
- Salvatore Quasimodo (S'ode ancora il mare)[51]
- Nazim Hikmet (Hasret)[52]
- Miguel Hernandez (Elegía)[53]
- Odysseas Elytis (Το θαλασσινό τριφύλλι)[54]
- Odysseas Elytis (Νύχτα)[55]
- Octavio Paz (El mismo tiempo)[56]
- Tessimond (Day Dream)[57]